# Mucius Scevola devant Porsenna (Dirck Van Baburen)
Pour les articles homonymes, voir Mucius Scævola devant Porsenna.
Mucius Scaevola  devant Porsenna ou Achille se prépare à venger la mort de Patrocle est un tableau de Dirck Van Baburen, représentant de l'École caravagesque d'Utrecht. Huile sur toile de format relativement imposant (204 × 287 centimètres), l'œuvre est signée – la signature est légèrement effacée – et datée en bas à gauche sur la ceinture : « Baburen F(ecit) 1624 ».

## La controverse entourant le sujet représenté
Ce tableau est l’un des plus importants de Van Baburen. Il est daté de 1624, année du décès de l'artiste (février). Selon le professeur Slatkes, spécialiste de Van Baburen, le sujet du tableau est tiré de l’Histoire romaine de Tite Live et représente « Mucius Scevola devant Porsenna » : Porsenna, roi des Étrusques, assiège Rome. De nuit, un Romain du nom de Caius Mucius Scaevola s’introduit dans le camp adverse dans le but de tuer Porsenna mais, au lieu du roi, il abat par erreur son secrétaire. Arrêté par les gardes royaux, Mucius Scevola maintient sa main au-dessus d’un brasero et jure devant Porsenna que, même s’il est exécuté, d’autres Romains aussi intrépides que lui viendront pour le tuer. Devant un tel courage, Porsenna le fait relâcher et finit par lever le siège.

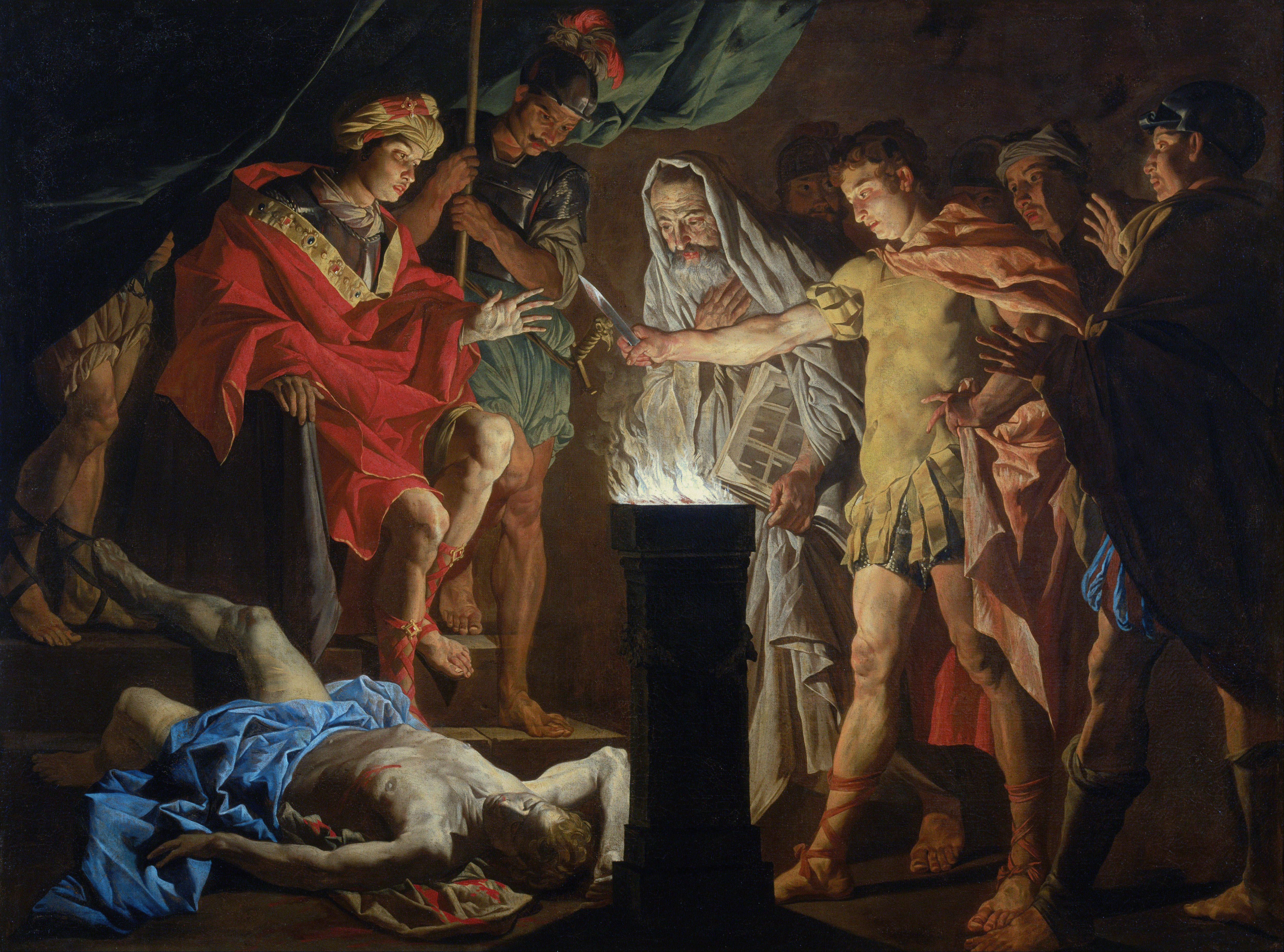
Matthias Stom, Mucius Scevola devant Porsenna (Galerie d'art de Nouvelle-Galles du Sud).

Cette hypothèse concernant le sujet de l'œuvre n’a pas convaincu les spécialistes de Christie’s qui y ont vu, plutôt, une représentation d’Achille se préparant à venger Patrocle, se justifiant par l'absence sur le tableau du brasero qui figure habituellement dans les représentations de Scevola devant Porsenna. Toutefois, il est tout à fait possible qu'une partie de la toile ait été découpée. 
Le grand format du tableau laisse supposer qu’il s’agit d’une œuvre destinée à orner un édifice public, où l'exemple de détermination stoïque de Porsenna pour sauver sa patrie aurait été approprié, ce qui est beaucoup moins le cas du thème d’Achille : un guerrier indiscipliné, se retirant sous sa tente, et négligeant le combat. Ce n'est que dans le catalogue Christie’s que le thème d’Achille est retenu.
Slatkes fait par ailleurs observer que la tunique bleu et jaune du personnage identifié comme étant Scevola ou Achille est identique à celle portée par la jeune Granida dans le Granida et Dafilo commandé par le riche marchand Peter Van Hardenbroeck. Il fait également remarquer que la position de l’homme mort rappelle celle d’Abel dans le tableau de la Galleria Palatina de Florence.

## Historique de l'œuvre
- Le tableau est vraisemblablement acheté par la famille Achille-Fould au XIXe siècle.
- Jusqu’en 1987, il se trouve au château Beychevelle, à Saint-Julien-Beychevelle, en Gironde (France).
- 4 décembre 1987 : il est mis en vente à l'Hôtel Drouot à Paris, salles 5-6 réunies. Les commissaires-priseurs sont maîtres Couturier et Nicolay. Le tableau est alors présenté comme La Mort d’Urie. Il est vendu 11 002 000 francs, ce qui constitue alors un record pour un tableau ancien. Après cette vente, les commentaires allèrent bon train pour expliquer le prix record : selon l’expert de l'époque : « Dans dix ans, il ne nous restera plus rien à vendre » ; et un conservateur du musée du Louvre déclara : « Il y a fort peu de chance que l’on rencontre à nouveau sur le marché une œuvre de van Baburen de cette importance. »
- Il est proposé à la vente à la galerie Agnew’s, Londres.
- 4 octobre 2007 : il constitue le lot n° 132 d'une vente organisée par Christie’s à New York. Estimé entre 800 000 et 1 200 000 $, il est finalement acheté au prix de 837 000 $[1] par la Gemäldegalerie Alte Meister de Cassel, en Allemagne.
- Cassel l’a finalement payé un peu moins d’un million d’euros grâce au soutien de plusieurs fondations et associations (Hessische Stiftung, Ernst von Siemens, Dierichs Rainer, amis des musées de Cassel …). Dans la brève du 11 janvier 2008, consacrée à l’acquisition du Jeune Homme chantant de Baburen par le musée de Francfort, il était écrit : « Notons que Baburen est un des manques les plus regrettables du Louvre qui avait laissé sortir de France, il y a vingt ans, un grand et beau tableau de l’artiste… Il est dommage qu’elle n’ait pu, à cette occasion [la vente de 2007], revenir définitivement en France ». On ne peut en effet que déplorer cette opportunité perdue qui ne se représentera pas de sitôt.

Achille se préparant à venger la mort de Patrocle (titre définitif de cette œuvre emblématique du mouvement caravagesque d'Utrecht) demeure LE chef-d’œuvre d'un peintre hollandais de génie, mort prématurément de la peste à 29 ans !